# Apimela
Apimela é um género de besouro pertencente à família Staphylinidae.
As espécies deste género podem ser encontradas na Europa e na América.

## Espécies
Espécies (lista incompleta):
- Apimela angkorensis Pace, 2004
- Apimela aptera Pace, 1992
- Apimela arcuata Pace, 2008